# Franca Raimondi
Franca Raimondi, född 8 juli 1932 i Monopoli, död 28 augusti 1988 i Monopoli, var en italiensk sångerska.
Raimondi deltog i Eurovision Song Contest 1956 med låten Aprite le finestre (sv: Öppna fönstren). Låten slutade, liksom tretton övriga bidrag, på andra plats, eftersom det inte fanns något officiellt röstsystem och endast vinnaren offentliggjordes.